# Тарасівська волость (Зіньківський повіт)
Тарасівська волость — адміністративно-територіальна одиниця Зіньківського повіту Полтавської губернії з центром у селі Тарасівка.
Старшинами волості були:
- 1900 року Павленко[1];
- 1904 року Оніщенко[2];
- 1913 року Йосип Федорович Ландик[3];
- 1915 року Яків Осипович Фесик[4].